# Marie-Catherine Pierrevive
Marie-Catherine Pierrevive (Lyon, ? - Paris, 1570), dite également Marion de Pierrevive ou la dame du Perron, est une humaniste lyonnaise de la Renaissance.

## Biographie
D'une famille originaire de Chieri, les Pierrevive, dont l'un est le médecin personnel de Charles VIII, acquièrent une demeure à Lyon à la fin du XVe siècle, la maison de la Boissette, située entre l'actuelle rue Gadagne et la montée Saint-Barthélémy. La famille est présente dans le commerce et les offices et devient, au tournant du siècle, une importante famille patricienne lyonnaise. Marie-Catherine est la fille de Nicolas Pierrevive et Jeanne de Turin.
Le 20 janvier 1516, elle se marie avec Antoine Gondi (1486-1560), banquier florentin installé à Lyon depuis 1505. Elle suit son époux à Florence durant l'année et revient en 1517. Il devient un notable de Lyon, étant conseiller de la cité en 1537 et 1538, et devenant trésorier de l'archevêque en 1539.
En 1521, ils acquièrent la seigneurie du Perron, sur la commune d'Oullins. La demeure seigneuriale est alors restaurée dans un style italien, et une deuxième habitation, le Petit-Perron est édifiée sur l'actuelle commune de Pierre-Bénite. À Lyon, le couple vit dans un immeuble racheté par Marie-Catherine à son frère situé le long de la montée Saint-Barthélémy.
Durant les années 1520 et 1530, Marie-Catherine fait de ses résidences un centre de la vie humaniste de la ville. Elle y reçoit les savants et esprits éclairés de toute la ville, ainsi que de nombreux visiteurs, parmi lesquels Étienne Dolet, Bonaventure Des Périers, Papire Masson, Maurice Scève. Ce salon humaniste est célébré par Ortensio Lando, ami de Maurice Scève, dans son ouvrage Paradossi édité à Lyon en 1543. Parmi ses visiteurs, elle reçoit le poète et musicien Eustorg de Beaulieu, qui devient le maître de musique de sa fille.
Elle rencontre probablement Catherine de Médicis en 1533, lors de sa remontée vers Paris après son mariage avec Henri II, et intègre son entourage proche, tout en restant à Lyon. Elle part à Paris en 1544, sans son mari qui reste à Lyon jusqu'en 1556. Marie-Catherine devient la gouvernante de Charles-Maximilien en 1551. Elle reste ainsi la femme de confiance de la reine, qui fait d'elle la dame d'honneur de Marie Stuart en 1559. La reine la charge de l'administration de ses biens, et elle s'occupe notamment du suivi de la construction du palais des Tuileries.
Grâce à sa position, Marie-Catherine peut richement placer ses enfants. Les trois qui en profitent le plus sont Albert de Gondi, Pierre et Charles. Albert devient le favori de Charles IX et est fait maréchal de France et duc de Retz. Pierre fait une carrière ecclésiastique en étant notamment évêque de Langres puis de Paris et fait cardinal. Charles est nommé général des galères.

## Descendance
De l'union de Antonio Guidobaldo dit Antoine de Gondi (1486-1569) avec Marie-Catherine de Pierrevive (-1570) sont issus,, :
- Meraude ou Meraulde de Gondi (v. 1516-après 1561), mariée en 1533 avec François Rousselet (-1564), seigneur de Pardieu, de Montluel, etc., en Dauphiné, dont postérité Rousselet de La Pardieu ;
- Jean de Gondi (1517/1518-1574), clerc du diocèse de Lyon (dès 1540), chanoine de Saint-Paul de Lyon, aumonier ordinaire du roi, abbé commendataire de Saint-Hilaire (diocèse de Carassonne) et de Saint-Pierre de Chaulnes ;
- Anne de Gondi (-1572), mariée en 1547[7] avec Jean de Bagis (-avant 1566) le jeune, docteur ès droits, habitant de Toulouse, fils de Jean de Bagis président au parlement de Toulouse dont postérité Bagis ;
- Anne de Gondi (-1597), religieuse à Sainte-Félicité de Florence en 1538 ;
- Albert de Gondi (1522-1602), seigneur de Noisy-le-Roi du Perron et de Machecoul, comte puis marquis de Belle-Île et des Îles d'Hyères (1573), duc de Retz (1581), maréchal de France (1582), marié en 1565 à Claude Catherine de Clermont, baronne douairière de Retz, dont postérité ;
- Pierre de Gondi (1533-1616), évêque duc de Langres et pair de France (1566), commandeur de l'ordre du Saint-Esprit, évêque de Paris (1569), chef du conseil de Charles IX, créé cardinal (1587) ;
- Marie de Gondi (vers 1521-1603), dame d'honneur d'Élisabeth et Claude de France (de 1551 à 1559), première dame d'honneur de Marguerite de France (fille de François Ier), puis gouvernante du futur Charles-Emmanuel Ier (en 1562), mariée en 1551 en premières noces avec Nicolas Grillet (-1557), seigneur de Pomiers et de Bessey, écuyer de la maison du dauphin François, et en secondes noces avec Claude de Savoie, comte de Pancaliers (Pancalieri), chevalier de l'Annonciade[8], dont postérité Grillet ;
- Charles de Gondi (1536-1574), seigneur de la Tour, grand-maître de la garde-robe du roi, général des galères de France et chevalier de l'ordre du roi, marié en premières noces à Barbe de la Haye, morte jeune sans postérité, et en secondes noces avec Hélène Bon de Meuillon ou Merouillon (v. 1551-avant 1598), dame d'honneur des reines Catherine de Médicis (en 1571), Élisabeth d'Autriche (de 1571 à 1574) et Louise de Lorraine (en 1578), dont deux enfants, Charles, mort jeune, et Alfonsine de Gondi, mariée avec Hubert de Marcilly, seigneur de Cypierre (fille de Louise d'Halluin) ;
- Jeanne de Gondi (-1623), prieure au prieuré royal de Saint-Louis de Poissy, de 1583 à 1623.